# الأمير الأسقف

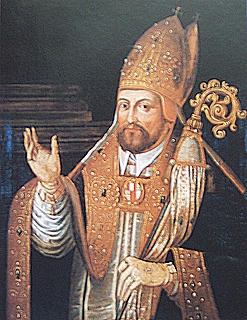
يوهان أوتو فون جيمنجن: أمير أسقف أوغسبورغ (1591–1598).

الأمير الأسقف هو أسقف الذي كان يشغل أيضًا منصب حاكم مدني لبعض الإمارات العلمانية. وكانت تدار هذه الإمارات الأسقفية سياسيًا من قبل الأمير الأسقف الذي كانت تتداخل إلى حد كلي أو إلى حد كبير مع اختصاصه الأبرشي والديني، لأن بعض أجزاء من أبرشيته، أو حتى مدينة إقامته، يمكن أن لا تكون جزء من حكمه المدني. في حالة حصلت المدينة على تصريح مدينة حرة من الإمبراطورية الرومانية المقدسة. إذا كان الحاكم الأسقفي كان أسقفًا، المصطلح الصحيح الأمير رئيس أساقفة. وعادًة ما يعتبر الأمير الأسقف ملكًا منتخبًا. كانت الأسقفيات الإكليروسية جزء من الإمبراطورية الرومانية المقدسة، والتي شكلت، بالإضافة إلى جانبها الكنسي، دولة مدنية داخل الإمبراطورية.
في الغرب، مع تراجع للقوة الإمبريالية من القرن الرابع فصاعدًا في مواجهة الغزوات البربرية، كان منصب الأساقفة المسيحيين أحيانًا الحكام والبديل عن القائد الروماني، وقد اتخذوا القرارات العلمانية للمدينة وقادوا القوات الخاصة عند الضرورة. وكانت العلاقات بين الأمير-الأسقف والمواطنون في كثير من الأحيان غير ودية. وقد حصلت احتكاكات بين البرجوازية والأساقفة.
في الإمبراطورية البيزنطية، كان نظام الحكم في القسطنطينية مركز الأرثوذكسية الشرقية، نظام ثنائي في قيادة الكنيسة بين الاباطرة البيزنطيين وبين البطاركة، فوظيفة الإمبراطور البيزنطي حماية الكنيسة الشرقية وإدارة إدارتها بواسطة ترأس المجامع المسكونية وتعيين البطاركة وتحديد الحدود الإقليمية لولايتها. ولا يستطيع بطريرك القسطنطينية أن تولي منصبه إذا لم يحصل على موافقة الإمبراطور. وقد عارض بشدة عدد من آباء الكنيسة الشرقيين مثل يوحنا ذهبي الفم بطريرك القسطنطينية وأثناسيوس بطريرك الإسكندرية، سيطرة الأباطرة البيزنطيين على الكنيسة الشرقية. في حين انحصرت السلطة الكنسية الرئيسية في يد المجمع المقدس في الإمبراطورية الروسية، ورئيسه المدعي العام، الذي كان في ذات الوقت أحد أعضاء مجلس الوزراء، ويُمارس صلاحيات واسعة جداً في المسائل الكنسية. أطلقت الإمبراطورية حرية المعتقد الديني، حيث كان كل الأشخاص مهما كان دينهم، يُمارسون شاعائرهم بحريّة، ما عدا اليهود، الذين وُضعت عليهم بعض القيود.